# HD 50499
HD 50499 är en ensam stjärna belägen i den mellersta delen av stjärnbilden Akterskeppet. Den har en skenbar magnitud av ca 7,21 och kräver åtminstone en stark handkikare eller ett mindre teleskop för att kunna observeras. Baserat på parallax enligt Gaia Data Release 2 på ca 21,6 mas, beräknas den befinna sig på ett avstånd på ca 151 ljusår (ca 46 parsek) från solen. Den rör sig bort från solen med en heliocentrisk radialhastighet på ca 37 km/s.

## Egenskaper
HD 50499 är en gul till vit stjärna i huvudserien av spektralklass G0/2 V. Den har en beräknad massa som är ca 1,3 solmassor, en radie som är ca 1,4 solradier och har ca 2,4 gånger solens utstrålning av energi från dess fotosfär vid en effektiv temperatur av ca 6 100 K.
HD 50499 ligger 0,6 magnitud ovanför huvudserien i HR-diagrammet, vilket kan förklaras av en hög metallicitet och en högre ålder. Vogt et al. (2005) beräknade dess ålder som omkring 6,2 miljard år, även om nyare bedömningar ger en lägre ålder av omkring 2,4miljard år. 

## Planetsystem
Den första exoplaneten som upptäcktes, HD 50499 b, är en gasjätte med en massa på 1,7 gånger Jupiter. Den har lång omloppsperiod och tar 351 veckor för att fullborda ett varv kring stjärnan. Planetens excentriska bana passerar genom det genomsnittliga avståndet på 574 Gm eller 18,6 μpc.
Planeten upptäcktes 2005 med hjälp av metoden för mätning av radiell hastighet. Den har en linjär trend i radiella hastigheter, vilket kan tyda på närvaro av en extra yttre planet. Den bästa tvåplanetmodellen ger en annan period och massa för den inre planeten (9,8 år och 3,4 Jupitermassor), med en yttre planet på 2,1 Jupitermassor i en 37-årig omloppsbana. Men tvåplanetmodellen representerar inte en tydlig förbättring jämfört med modellen med en planet och en linjär trend, så fler observationer behövs för att avgränsa parametrarna för den yttre planeten.
Rickman et al. (2019) gav uppdaterade modeller av planeterna och deras banor, som visas nedan. HD 50499c är listad som bekräftad planet som 2020.
| Planet | Massa              | Halv storaxel (AE) | Siderisk omloppstid (d) | Excentricitet   | Inklination | Radie |
| ------ | ------------------ | ------------------ | ----------------------- | --------------- | ----------- | ----- |
| b      | ≥1,45 ± 0,08 MJ    | 3,93 ± 0,07        | 2 483,7 ± 18,3          | 0,27 ± 0,03     | -           | -     |
| c      | ≥2.93+0.73 −0.18MJ | 9.02+1.73 −0.33    | 8619.9+2622.5 −405.4    | 0.00+0.14 −0.02 | -           | -     |